# Jägarmarsch
Jägarmarsch (jägarbuss) är en form av intervallträning som går ut på att man springer på ett långt led. Den som är sist spurtar fram och lägger sig först i ledet, därefter springer den sista personen i ledet fram och så vidare. Det kan varieras till exempel så att nästa löpare inte väntar tills den förre löparens arbetsdel är över, eller kanske att två samtidigt startar bakifrån och tävlar mot varandra i att lägga sig först i ledet.
Det kan också varieras med avbrott för till exempel ett antal armhävningar, knäböj och så vidare för att sedan springa vidare.